# Vipperød
Vipperød är en ort på Själland i Danmark.   Den ligger i Holbæks kommun och Region Själland, i den östra delen av landet, 50 km väster om Köpenhamn. Vipperød ligger 32 meter över havet och antalet invånare är 2 266. Närmaste större samhälle är Holbæk, 5 km norr om Vipperød. Trakten runt Vipperød består till största delen av jordbruksmark.